# Ахмед Сенуси
Ахмад Зубайр Шариф (на арабски: أحمد الزبير الشريف), известен и като Ахмед Сенуси, е либийски политик, офицер и политически затворник.
Роден е през 1933 година в Марса Матрух, Египет, в семейството на един от синовете на Ахмед Шариф Сенуси, глава на ордена Сенуси. Племенник на либийския крал Идрис, той завършва военна академия в Ирак и служи в армията до преврата на Муамар Кадафи през 1969 година. Обвинен в заговор срещу новия режим, през 1970 година е осъден на смърт, но присъдата му е заменена със затвор, където лежи до помилването си през 2001 година. След Революцията от 2011 година заема различни политически постове.